# Linia kolejowa nr 163
Linia kolejowa nr 163 – jednotorowa, zelektryfikowana, drugorzędna linia kolejowa łącząca stację Sosnowiec Kazimierz ze stacją Sosnowiec Maczki. Stanowi końcowy odcinek historycznej Kolei Iwanogrodzko-Dąbrowskiej.

## Degradacja szlaków
Ze względu na postępującą degradację szlaków, wymuszające punktowe ograniczenia prędkości do 20 km/h, zły stan podtorza oraz zły stan urządzeń SRK PKP PLK postanowiło 20.05.2024 roku ogłosić przetarg na remont linii kolejowych nr 163 i 663. Przetarg na remont obu linii wygrało konsorcjum PPMT Gdańsk. Po remoncie prędkość dla pociągów pasażerskich ma wzrosnąć do 60 m/h dla linii kolejowej nr 663 oraz 80-100 km/h dla linii kolejowej nr 163. Przetarg rozstrzygnięto 11.07.2024, roboty wykona konsorcjum PPMT Gdańsk